# Rue Ada-Lovelace
La rue Ada-Lovelace est une voie du 13e arrondissement de Paris.

## Situation et accès
Elle débute parvis Alan-Turing et se termine place Grace-Murray-Hopper.
La rue Ada-Lovelace est desservie par les lignes 6 à la station Chevaleret et 14 à la station Bibliothèque François-Mitterrand.

## Origine du nom

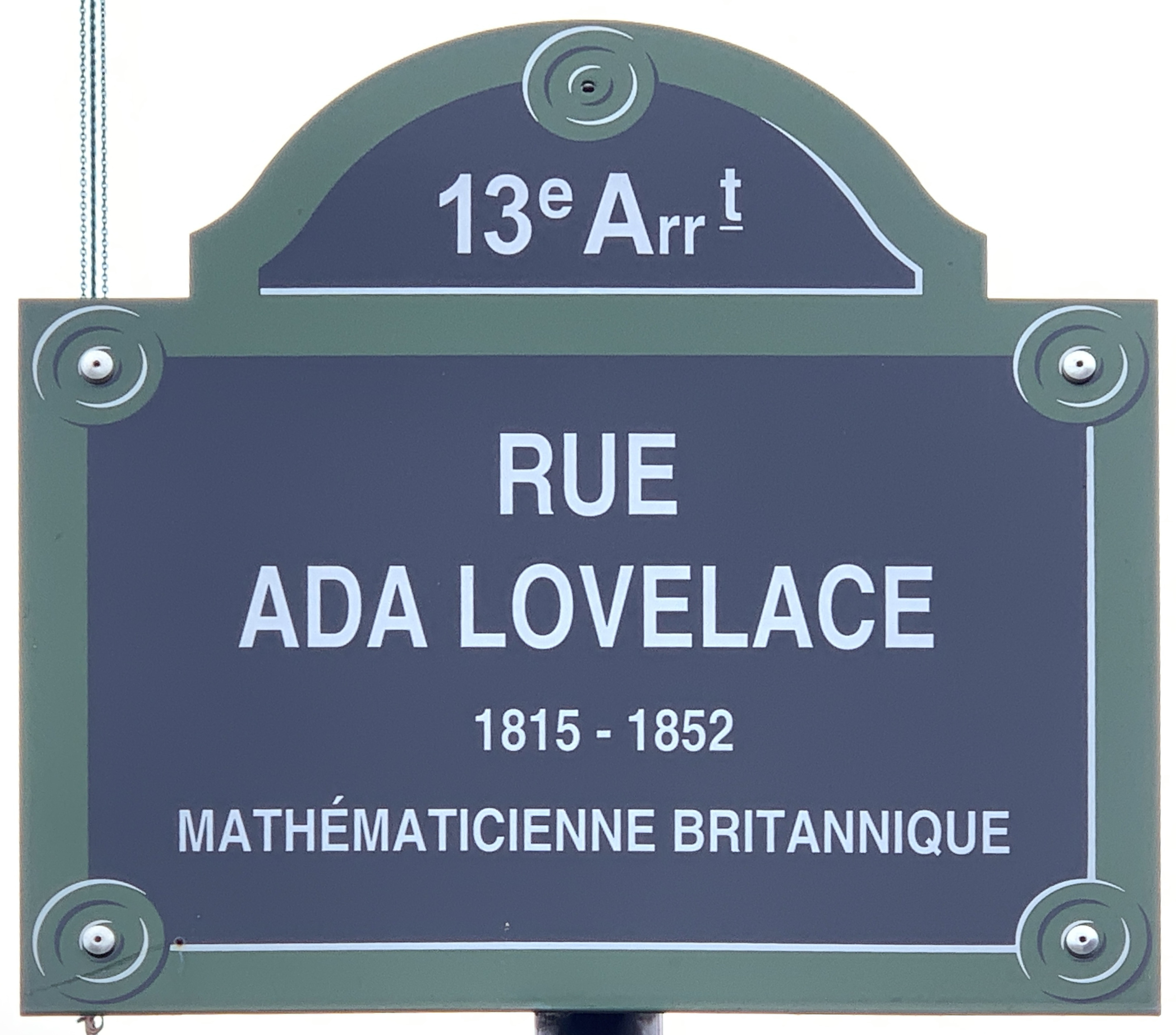
Plaque de la rue.

Elle porte le nom de l'informaticienne Ada Lovelace.

## Historique
Ancienne partie de la voie GM/13, qui commençait au no 9 voie GM/13 et finissait voie GK/13, ce chemin piéton a été créé à la suite de la transformation de la halle Freyssinet et dénommée à la suite d'une délibération municipale en 2017.

## Bâtiments remarquables et lieux de mémoire
- Halle Freyssinet[4]